# Indie Game: The Movie

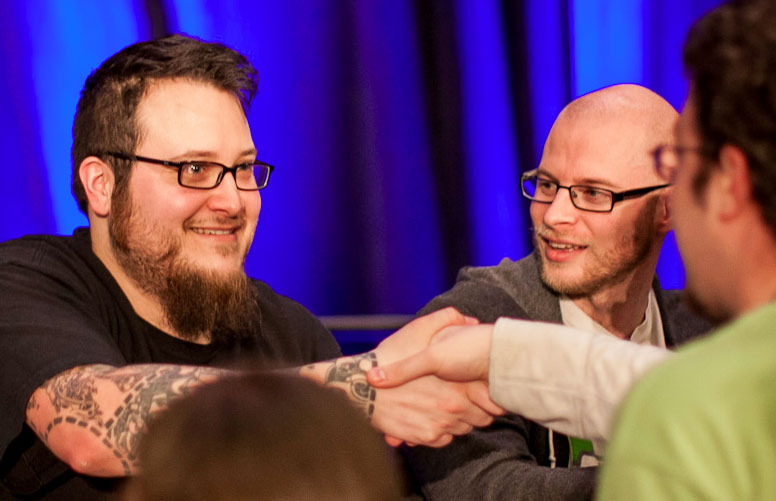
Edmund McMillen e Tommy Refenes alla presentazione di Indie Game: The Movie

Indie Game: The Movie è un film del 2012 diretto da James Swirsky e Lisanne Pajot.
Il documentario racconta la storia di tre videogiochi indipendenti: Super Meat Boy, FEZ e Braid.